# 12 Октября (департамент)
Департамент 12 Октября (исп. Departamento de Doce de Octubre) — департамент в Аргентине в составе провинции Чако.
Территория — 2576 км². Население — 22 281 человек. Плотность населения — 8,6 чел./км².
Административный центр — Хенераль-Пинедо.

## География
Департамент расположен на юго-западе провинции Чако.
Департамент граничит:
- на северо-востоке — с департаментом Чакабуко
- на востоке — с департаментом Майор-Луис-Хорхе-Фонтана
- на юге — с департаментами Фрай-Хусто-Санта-Мария-дель-Оро, 2 Апреля
- на западе — с провинцией Сантьяго-дель-Эстеро

## Административное деление
Департамент включает 3 муниципалитета:
- Хенераль-Пинедо
- Ганседо
- Хенераль-Капдевила

## Важнейшие населённые пункты[3]
| № | Населённый пункт   | Населённый пункт (исп.) | Категория | Население чел. (2010) | На карте                        |
| - | ------------------ | ----------------------- | --------- | --------------------- | ------------------------------- |
| 1 | Хенераль-Пинедо    | General Pinedo          | город     | 13042                 | 27°19′37″ ю. ш. 61°16′53″ з. д. |
| 2 | Ганседо            | Gancedo                 | город     | 4284                  | 27°29′24″ ю. ш. 61°40′29″ з. д. |
| 3 | Месон-ди-Фьерро    | Mesón de Fierro         | посёлок   | 423                   | 27°25′46″ ю. ш. 61°01′03″ з. д. |
| 4 | Хенераль-Капдевила | General Capdevila       | посёлок   | 405                   | 27°25′21″ ю. ш. 61°28′39″ з. д. |
| 5 | Пампа-Ландриэль    | Pampa Landriel          | посёлок   | 333                   | 27°23′40″ ю. ш. 61°06′10″ з. д. |